# かかずかず
かかず かず（5月24日 - ）は、日本の漫画家。旧名義はカカズ カズ。

## 来歴
2020年、『ぼくらの血盟』で連載デビュー。

## 人物
趣味はなぎなた、落書き。好きな漫画は『テガミバチ』、『蟲師』、『夏目友人帳』。

## 作品リスト

### 連載
- ぼくらの血盟（『週刊少年ジャンプ』2020年41号[3] - 2021年8号[4]）

### 読み切り
- ヤシロ（原作：渡邉たろう、『ジャンプGIGA』2019 WINTER vol.1） - カカズカズ名義。
- 誓約の紅（『週刊少年ジャンプ』2019年50号） - 『ぼくらの血盟』の前身作[3]。
- 魑魅之草（『少年ジャンプGIGA』2022年AUTUMN[5]）

### 書籍
- 『ぼくらの血盟』、集英社〈ジャンプコミックス〉2021年、全2巻